# اچ‌ام‌اس پودرهام (ام۲۷۲۰)
اچ‌ام‌اس پودرهام (ام۲۷۲۰) (به انگلیسی: HMS Powderham (M2720)) یک کشتی بود. این کشتی در سال ۱۹۵۸ ساخته شد.